# Tratado de Cabreros
El Tratado de Cabreros fue un acuerdo suscrito el día 26 de marzo de 1206 entre Alfonso IX de León y Alfonso VIII de Castilla en el municipio vallisoletano de Cabreros del Monte para tratar de poner término a las disputas existentes entre ambos reinos por la posesión de diversas fortalezas que se hallaban en manos de Alfonso VIII, así como por la posesión de los castillos que constituían la dote de la reina Berenguela de Castilla, hija de Alfonso VIII y esposa de Alfonso IX de León, de quien el soberano leonés se había separado en 1204.

## Antecedentes
En 1197 Alfonso IX de León se había desposado con la infanta Berenguela de Castilla, hija de Alfonso VIII de Castilla y de la reina Leonor de Plantagenet para poner término a la guerra que desde el año 1195 había enfrentado a ambos reinos. En las capitulaciones matrimoniales, otorgadas en la ciudad de Palencia el 8 de diciembre de 1199, dos años después de celebrarse el matrimonio, Alfonso IX confirmó la entrega a su esposa de las torres de la ciudad de León, Astorga, Valencia de Don Juan, y otros treinta castillos, al tiempo que entregaba como garantía a su primo Alfonso VIII diez castillos, en prenda de la seguridad de lo acordado entre ambos. Los castillos entregados por Alfonso IX a su esposa se encontraban dispersos en territorio leonés, gallego y asturiano, contándose entre estos últimos los de San Pelagio de Barro, Aguiar da Moa, Alba de Búval, Canderrei y Aguiar de Pedraio. Por su parte, Alfonso VIII de Castilla entregó a su hija Berenguela como dote todas las poblaciones y fortalezas leonesas de las que se había apropiado durante la guerra castellano-leonesa de 1196-1197, y que eran reclamadas por Alfonso IX de León.
La vigilancia de la dote quedaría a cargo de doce caballeros que serían vasallos de la reina Berenguela, pero que debían mantenerse leales al soberano leonés, con el beneplácito del soberano castellano, y en caso de separación matrimonial, la dote continuaría en poder de la reina Berenguela. No obstante, se estipuló que en el caso de que Alfonso IX se separase de su esposa, las fortalezas entregadas por el soberano leonés y que constituían la dote quedarían bajo control castellano. Así mismo, fueron previstas todas las posibles contingencias, tales como que Alfonso IX matase a su esposa, que la maltratase, o que la privase de libertad.
Después de contraer matrimonio, Alfonso IX de León y su esposa fueron excomulgados por el papa Inocencio III, quien justificó tal sentencia por el grado de parentesco que unía a los cónyuges, ya que Berenguela era sobrina segunda de Alfonso IX de León. A pesar de la excomunión que pesaba sobre ellos, los reyes de León procuraron retrasar cuanto pudieron la separación matrimonial y en mayo de 1201 Inocencio III ordenó a Pedro Suárez de Deza, arzobispo de Santiago de Compostela, a Martín López de Pisuerga, arzobispo de Toledo, y a los obispos de Palencia y de Zamora que confirmasen la sentencia de excomunión contra Alfonso IX de León.
Debido a la sentencia de excomunión e interdicto que pesaba sobre ellos, los reyes de León se separaron en abril de 1204, tras una asamblea de prelados castellano-leoneses que se reunió en la ciudad de Valladolid, y en el mes de mayo de 1204 la noticia de la separación de ambos cónyuges llegó a Roma. El 19 de junio de 1204 el papa Inocencio III levantó la sentencia de excomunión e interdicto que pesaba sobre el rey de León y sobre sus principales consejeros, entre los que se hallaba Pedro Fernández de Castro "el Castellano", haciéndose público dicho levantamiento en el mes de octubre de 1204, según consta en un privilegio otorgado por Alfonso IX a la Catedral de Astorga.
Tras la separación de Alfonso IX de León y Berenguela de Castilla, surgió un conflicto entre los reinos de Castilla y León por la posesión de los castillos que constituían la dote de la reina Berenguela, y que le habían sido entregados a ella por el soberano leonés. Inocencio III manifestó que las fortalezas en disputa pertenecían a Alfonso IX, y amenazó con la excomunión a Berenguela de Castilla y a su padre Alfonso VIII si se negaban a devolver las fortalezas al rey leonés, sugiriendo además el Pontífice que en caso de no alcanzar un acuerdo entre ambas partes el pleito fuese remitido a la Santa Sede.

## Tratado de Cabreros
Con el propósito de mantener la paz entre los reinos de Castilla y León y de poner fin al pleito existente sobre la posesión de las fortalezas que constituían la dote de la reina Berenguela de Castilla, Alfonso IX de León y Alfonso VIII de Castilla se entrevistaron en el municipio vallisoletano de Cabreros del Monte el día 26 de marzo de 1206.
Alfonso VIII de Castilla concedió a su nieto, el infante Fernando de León, los castillos de Monreal, El Carpio, Valderas, Bolaños de Campos, Villafrechós, Castrotierra de Valmadrigal, Almanza, Siero de Asturias y Siero de Riaño, que eran reclamados por Alfonso IX de León desde que su primo Alfonso VIII se apoderó de ellos durante las guerras que ambos habían mantenido en el pasado. De este modo, Alfonso VIII cumplía lo dispuesto en su testamento, otorgado el 8 de diciembre de 1204, en el que disponía que dichas fortalezas deberían ser entregadas a su muerte a su nieto Fernando, a no ser que sus testamentarios dispusiesen que dichas fortalezas fueran entregadas a Alfonso IX de León.
Por su parte, la reina Berenguela de Castilla entregó a su hijo, el infante Fernando de León, el municipio de Cabreros del Monte y todas las fortalezas que constituían su dote y que le habían sido entregadas por su antiguo esposo, Alfonso IX de León, y que en ese momento se hallaban en poder de Alfonso VIII, quien se había hecho cargo de ellas tras las capitulaciones matrimoniales de Alfonso IX, como garantía por parte del soberano leonés.Por su parte, Alfonso IX de León entregó a su hijo, el infante Fernando de León, los castillos de Luna, Argüello, Ferrera, Gordón, Tiedra y Alba de Aliste. Quedó fijado además en el tratado de Cabreros qué castillos debían ser considerados propiedad del reino de León y cuáles del reino de Castilla.
El documento que recogió las cláusulas del tratado fue redactado en romance castellano, y aunque contenía algunos leonesismos, fue, según algunos expertos, el primer documento oficial de extensión considerable en ser redactado en lengua romance.

## Enlaces
- Tratados de paz entre los Reyes Don Alfonso VIII de Castilla, y el IX de León, firmados en Cabreros, año de 1206, sacados de escritura original que existe en la Santa Iglesia de León, reproducido por Andrés Marcos Burriel en "Memorias para la vida del santo rey Don Fernando III".

- Datos: Q6151929